# Brettnach
Brettnach est une commune française située dans le département de la Moselle et le bassin de vie de Moselle-est, en région Grand Est.

## Géographie

### Communes proches
| Vaudreching | Alzing    | Oberdorff |
| Valmunster  | Brettnach | Tromborn  |
| Velving     | Téterchen |           |

### Hydrographie
La commune est située dans le bassin versant du Rhin au sein du bassin Rhin-Meuse. Elle est drainée par le ruisseau Ohligbach et le ruisseau le Leschbach.

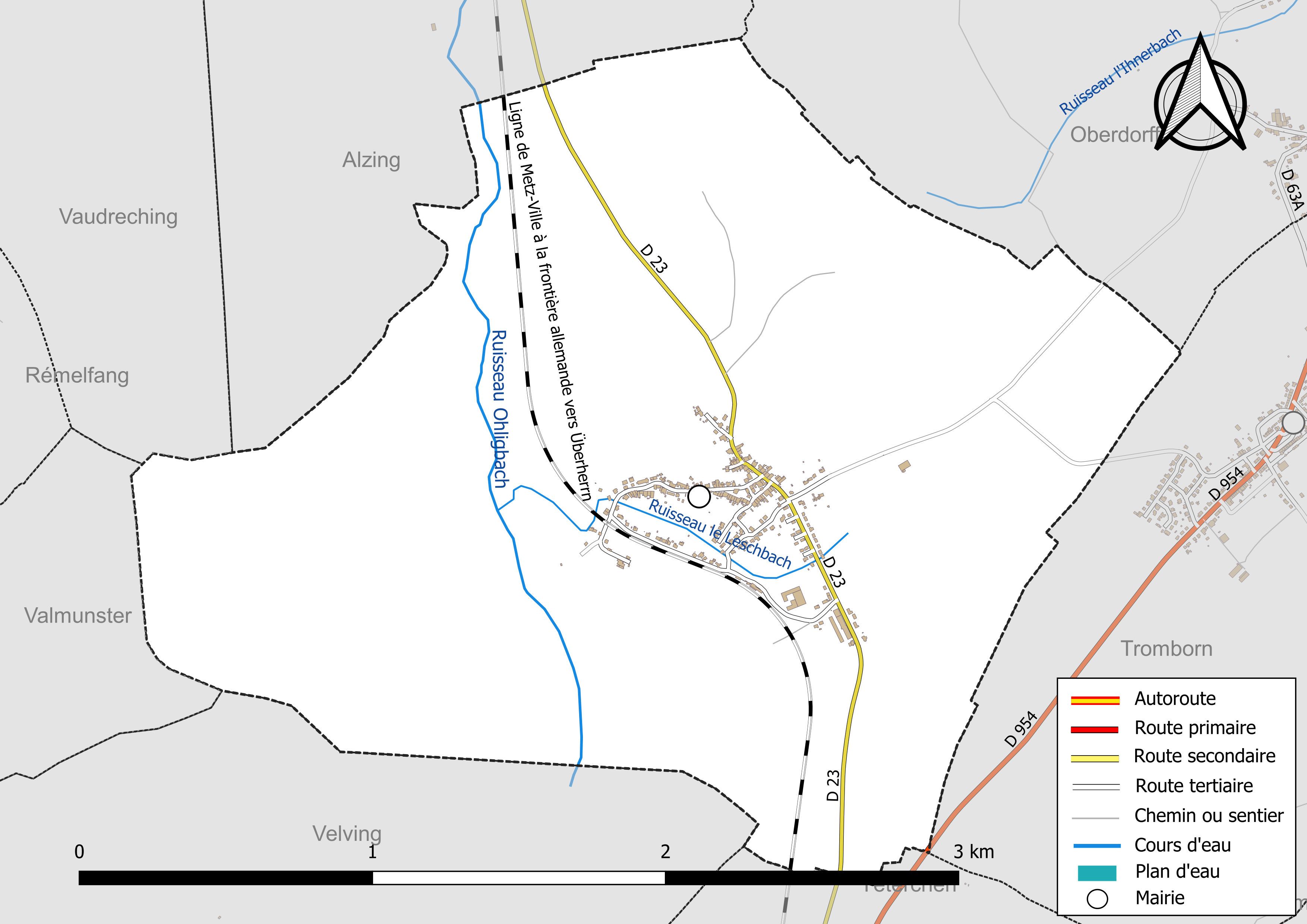
Réseaux hydrographique et routier de Brettnach.

### Climat
Pour des articles plus généraux, voir Climat du Grand Est et Climat de la Moselle.
En 2010, le climat de la commune est de type climat de montagne, selon une étude du Centre national de la recherche scientifique s'appuyant sur une série de données couvrant la période 1971-2000. En 2020, Météo-France publie une typologie des climats de la France métropolitaine dans laquelle la commune est exposée à un climat semi-continental et est dans la région climatique  Lorraine, plateau de Langres, Morvan, caractérisée par un hiver rude (1,5 °C), des vents modérés et des brouillards fréquents en automne et hiver. 
Pour la période 1971-2000, la température annuelle moyenne est de 9,5 °C, avec une amplitude thermique annuelle de 16,9 °C. Le cumul annuel moyen de précipitations est de 838 mm, avec 12,1 jours de précipitations en janvier et 9,5 jours en juillet. Pour la période 1991-2020, la température moyenne annuelle observée sur la station météorologique de Météo-France la plus proche, « Seingbouse », sur la commune de Seingbouse à 25 km à vol d'oiseau, est de 10,5 °C et le cumul annuel moyen de précipitations est de 731,4 mm. 
La température maximale relevée sur cette station est de 37,9 °C, atteinte le 25 juillet 2019 ; la température minimale est de −17 °C, atteinte le 20 décembre 2009,,. 
Les paramètres climatiques de la commune ont été estimés pour le milieu du siècle (2041-2070) selon différents scénarios d'émission de gaz à effet de serre à partir des nouvelles projections climatiques de référence DRIAS-2020. Ils sont consultables sur un site dédié publié par Météo-France en novembre 2022.

## Urbanisme

### Typologie
Au 1er janvier 2024, Brettnach est catégorisée commune rurale à habitat dispersé, selon la nouvelle grille communale de densité à sept niveaux définie par l'Insee en 2022.
Elle est située hors unité urbaine et hors attraction des villes,.

### Occupation des sols
L'occupation des sols de la commune, telle qu'elle ressort de la base de données européenne d’occupation biophysique des sols Corine Land Cover (CLC), est marquée par l'importance des territoires agricoles (56,4 % en 2018), une proportion sensiblement équivalente à celle de 1990 (56,7 %). La répartition détaillée en 2018 est la suivante : 
terres arables (48,5 %), forêts (37,8 %), prairies (7,9 %), zones urbanisées (5,8 %). L'évolution de l’occupation des sols de la commune et de ses infrastructures peut être observée sur les différentes représentations cartographiques du territoire : la carte de Cassini (XVIIIe siècle), la carte d'état-major (1820-1866) et les cartes ou photos aériennes de l'IGN pour la période actuelle (1950 à aujourd'hui).

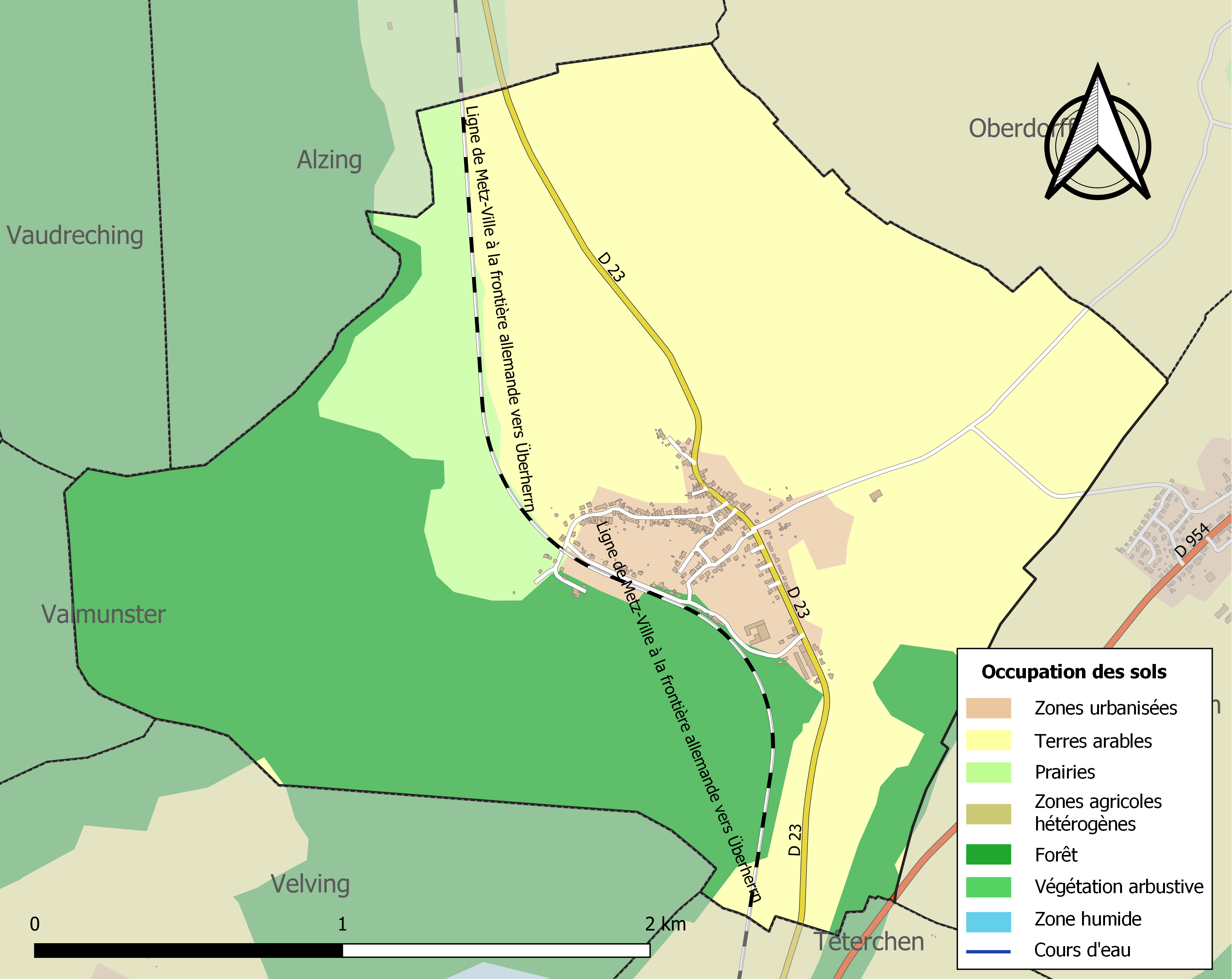
Carte des infrastructures et de l'occupation des sols de la commune en 2018 (CLC).

## Toponymie
- Du nom de personne ethnique Britannus (OTL), suivi du suffixe gallo-roman -acum, d'origine gauloise, germanisé en -ach, alors qu'il a évolué normalement en -y, -ay, -ey en Lorraine romane. Ce qui explique l'homonymie avec les noms de lieux du type Brethenay dans le domaine d'oïl.
- Brettnach est attesté sous les formes : Bretenaco en 971, Briteche en 1178, Britenacha et Britecha en 1179, Brithenac en 1184[13], Bretnach en 1606, Bretnache et Bretnachte en 1715, Brettnack en 1779, Brettenach en 1801.
- Brettnachen en francique lorrain.
- Le nom de famille Brettnacher désignait autrefois les habitants de ce village et est typique de la commune[14].

## Histoire
Ancienne province de Lorraine.
Brettnach, qui avait été rattaché à Bouzonville en 1974, a repris son autonomie le 1er janvier 1982 (les communes n'étaient pas limitrophes).

## Politique et administration
| Période                                  | Période   | Identité          | Étiquette | Qualité |
| ---------------------------------------- | --------- | ----------------- | --------- | ------- |
| Les données manquantes sont à compléter. |           |                   |           |         |
| 1980                                     | mars 1995 | Émile Cadra       |           |         |
| mars 1995                                | 2003      | Jean-Gérard Leuck |           |         |
| 2003                                     | 2014      | François Schutz   |           |         |
| 2014                                     | 2020      | Jean-Claude Noël  |           |         |
| 2020                                     | En cours  | Annette Champlon  |           |         |

## Démographie
L'évolution du nombre d'habitants est connue à travers les recensements de la population effectués dans la commune depuis 1793. Pour les communes de moins de 10 000 habitants, une enquête de recensement portant sur toute la population est réalisée tous les cinq ans, les populations de référence des années intermédiaires étant quant à elles estimées par interpolation ou extrapolation. Pour la commune, le premier recensement exhaustif entrant dans le cadre du nouveau dispositif a été réalisé en 2005.

En 2022, la commune comptait 430 habitants, en évolution de −3,8 % par rapport à 2016 (Moselle : +0,52 %, France hors Mayotte : +2,11 %).
| 1793 | 1800 | 1806 | 1821 | 1836 | 1841 | 1861 | 1866 | 1871 |
| ---- | ---- | ---- | ---- | ---- | ---- | ---- | ---- | ---- |
| 326  | 329  | 376  | 518  | 480  | 476  | 506  | 502  | 407  |

| 1875 | 1880 | 1885 | 1890 | 1895 | 1900 | 1905 | 1910 | 1921 |
| ---- | ---- | ---- | ---- | ---- | ---- | ---- | ---- | ---- |
| 394  | 378  | 365  | 368  | 369  | 388  | 363  | 376  | 391  |

| 1926 | 1931 | 1936 | 1946 | 1954 | 1962 | 1968 | 1982 | 1990 |
| ---- | ---- | ---- | ---- | ---- | ---- | ---- | ---- | ---- |
| 382  | 406  | 416  | 368  | 398  | 438  | 396  | 363  | 379  |

| 1999 | 2005 | 2006 | 2010 | 2015 | 2020 | 2022 | - | - |
| ---- | ---- | ---- | ---- | ---- | ---- | ---- | - | - |
| 362  | 380  | 372  | 464  | 448  | 425  | 430  | - | - |

## Culture locale et patrimoine

### Lieux et monuments

#### Édifices civils
- Vestiges romains à l'ouest et à l'est du village (recouverts).
- Ancienne maison de redevance de la dîme (intacte).

#### Édifices religieux
- Église Saint-Pancrace, 1799.
- Calvaires et croix anciennes, dont statues de saint Antoine en forêt et de sainte Barbe à la sortie du village.
- Calvaires érigés contre la peste au XVIIIe siècle.

## Pour approfondir